# Ondokuzmayıs

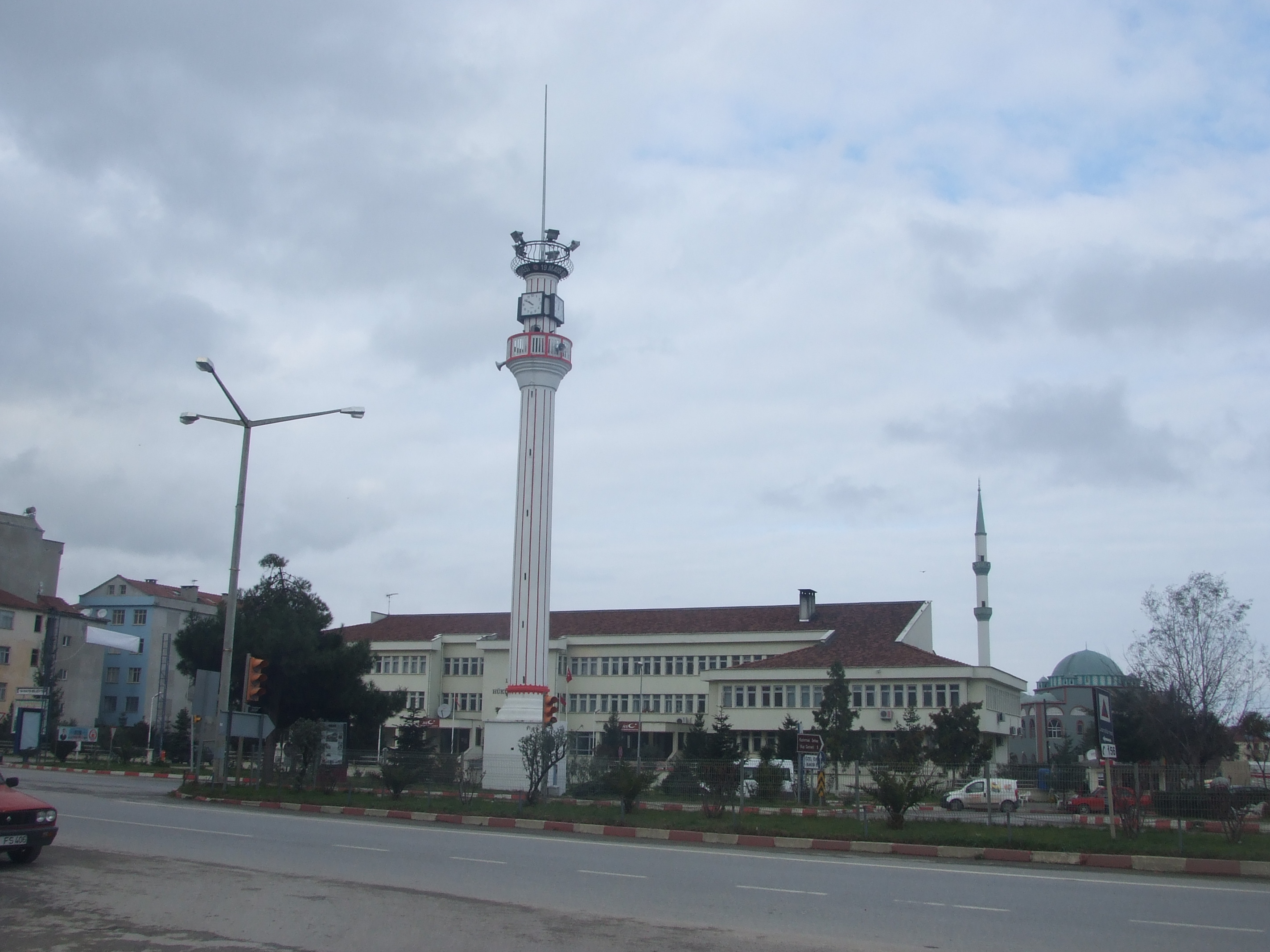
Uhrturm in Ondokuzmayıs

Ondokuzmayıs (türkisch für neunzehnter Mai) (alte Namen Engiz und Ballıca) ist eine Stadtgemeinde (Belediye) im gleichnamigen Ilçe (Landkreis) der Provinz Samsun an der türkischen Schwarzmeerküste und gleichzeitig ein Stadtbezirk der 1993 geschaffenen Büyüksehir belediyesi Samsun (Großstadtgemeinde/Metropolprovinz). Seit der Gebietsreform 2013 ist die Gemeinde flächen- und einwohnermäßig identisch mit dem Landkreis. Die im Stadtlogo vorhandene Jahreszahl (1970) dürfte auf das Jahr der Ernennung zur Stadtgemeinde (Belediye) hinweisen.
Die Küstenstadt Ondokuzmayis liegt 33 km westlich vom Zentrum der Provinzhauptstadt Samsun. Der Name erinnert an den 19. Mai 1919, an dem Tag Atatürk, von Istanbul kommend, im benachbarten Samsun an Land ging. Das Datum gilt als der Startpunkt des Türkischen Befreiungskriegs; der 19. Mai ist in der Türkei Nationalfeiertag.
Ondokuzmayis grenzt im Süd(ost)en an Atakum und im Osten an das Schwarze Meer, die restliche Grenze im Norden und Westen bildet Bafra. Die Region bildet das östliche Ende der Bafra-Ebene und liegt zwischen dem Schwarzen Meer und dem niedrigen Hügeln des Canik-Gebirges. Es herrscht typisches Schwarzmeerklima.
Durch das Gesetz Nr. 3392 wurde 1987 der Landkreis aus 22 Dörfern des Kreises Bafra und 13 Dörfern des Zentralkreises (Merkez Ilçe, Bucak Taflan) gebildet.
(Bis) Ende 2012 bestand der Landkreis neben der Kreisstadt Ondokuzmayıs aus den beiden Stadtgemeinden (Belediye) Dereköy und Yörükler sowie 21 Dörfern (Köy), die während der Verwaltungsreform 2013 in Mahalle (Stadtviertel, Ortsteile) überführt wurden, die 15 existierenden  Mahalle der Kreisstadt blieben erhalten. Durch Herabstufung der Dörfer zu Stadtvierteln/Ortsteilen stieg deren Zahl auf 38 an  Den Mahalle steht ein Muhtar als oberster Beamter vor. 2013 erfolgte die Umbenennung von Ondokuzmayıs in 19 Mayıs.
Ende 2020 lebten durchschnittlich 685 Menschen in jedem dieser 38 Mahalle, 3405 Einw. im bevölkerungsreichsten (Dereköy Mah.).